# Grisaleña
Grisaleña es una localidad y un municipio situados en la provincia de Burgos, comunidad autónoma de Castilla y León (España), comarca de La Bureba, partido judicial de Briviesca, ayuntamiento del mismo nombre.
Tiene un área de 16,32 km² con una población de 46 habitantes (INE 2008) y una densidad de 2,81 hab/km².

## Geografía
Forma parte de la comarca de La Bureba, situándose a 48 kilómetros de la capital provincial. El término municipal está atravesado por la autopista A-1 y por la carretera N-1 entre los pK 286 y 288. 
El relieve del municipio es predominantemente llano, contando con algunos arroyos. La altitud del municipio oscila entre los 830 (al sur del municipio) y los 690 metros (al norte), estando el núcleo urbano en una depresión del terreno a 740 metros sobre el nivel del mar. 
| Noroeste: Berzosa de Bureba | Norte: Berzosa de Bureba | Noreste: Fuentebureba       |
| Oeste: Briviesca            |                          | Este: Zuñeda                |
| Suroeste: Briviesca         | Sur: Briviesca           | Sureste: Vallarta de Bureba |

## Historia
Villa, en la categoría de “pueblos solos” en el partido de Bureba jurisdicción de señorío ejercida por el Duque de Frías quien nombraba su Alcalde Ordinario.
A la caída del Antiguo Régimen queda constituida como ayuntamiento constitucional del mismo nombre en el partido Briviesca región de Castilla la Vieja, contaba entonces con 204 habitantes.

### Descripción en el Diccionario Madoz
Así se describe a Grisaleña en el tomo VIII del Diccionario geográfico-estadístico-histórico de España y sus posesiones de Ultramar, obra impulsada por Pascual Madoz a mediados del siglo XIX:

GRISALEÑA: villa con ayuntamiento en la provincia, diócesis, audiencia territorial y capitanía general de Burgos (8 leguas), partido judicial de Briviesca (1 ½); Situada en una hondonada muy húmeda, donde le combaten los vientos del N y O; el clima no es muy sano, y las enfermedades más comunes pulmonías, constipados y calenturas nerviosas. Tiene 81 casas, 30 de ellas muy deterioradas, casa consistorial en la que también se halla la cárcel y carnicería, un hospital para pobres enfermos, escuela de primeras letras concurrida por 22 niños y 15 niñas, cuyo maestro está dotado con 34 fanegas de trigo; iglesia parroquial (San Andrés Apóstol) servida por 1 cura párroco, una ermita dedicada a San Miguel fuera de la población, cementerio en paraje no muy ventilado, y por último dos fuentes dentro de ella y muchas en el término, todas de aguas gruesas y yesosas, excepto una que hay distante ½ legua por la parte del N. Confina por este punto con Berzosa; E Zuñeda; S Cameno, y O Lavid. El terreno es llano en su mayor parte y no muy fértil, bañándolo un arroyo que pasa por el centro de la población y va a morir al Bonillo a la distancia de una legua. Los caminos son de pueblo a pueblo en buen estado, pasando también a ½ legua de la villa la carretera de Francia; la correspondencia se recibe de Briviesca. Producciones: trigo, cebada, centeno, habas, legumbres y algún cáñamo y lino; ganado lanar y mular; y caza de perdices, codornices y liebres. Industria: la agrícola. Población: 70 vecinos, 204 almas. Capital productivo: 1.194.500 reales. Imponible: 111.773. Contribución: 6.701 reales 23 maravedíes. El presupuesto municipal asciende a 1.700 reales que se cubren por reparto vecinal.
Diccionario geográfico-estadístico-histórico de España y sus posesiones de Ultramar

## Demografía
Grisaleña cuenta con una población de 53 habitantes (INE 2024).
| Gráfica de evolución demográfica de Grisaleña entre 1842 y 2021                                                       |
| |
| Población de derecho según los censos de población del INE. Población de hecho según los censos de población del INE. |

| 1991 |  | 1996 |  | 2000 |  | 2005 |  | 2010 |  | 2015 |  | 2018 |
| ---- |  | ---- |  | ---- |  | ---- |  | ---- |  | ---- |  | ---- |
| 66   |  | 53   |  | 47   |  | 48   |  | 43   |  | 39   |  | 37   |

## Parroquia
Iglesia católica de San Andrés Apóstol, dependiente de la parroquia de Calzada de Bureba en el Arcipestrazgo de Oca-Tirón, diócesis de Burgos. 